# Windows Messenger
Windows Messenger est un logiciel de messagerie instantanée et de visioconférence développé par Microsoft.
Il s'agit d'une version moins évoluée de MSN Messenger présente sur les systèmes d'exploitation Windows XP. Ce logiciel est destiné à remplacer NetMeeting qui était principalement utilisé sur les systèmes d'exploitation antérieurs de Microsoft.
Pour utiliser ce logiciel, il faut disposer d'un compte Microsoft Passport (une adresse de courrier électronique Hotmail en est déjà un).

## Évolution du logiciel
Microsoft semble vouloir faire de Windows Messenger un client destiné aux professionnels et Windows Live Messenger un client pour les particuliers.
Tout d'abord, il y a le fait que les « gadgets » de Windows Live Messenger, très appréciés par les habitués (arrière-plans persos, avatars, etc.) et les sponsors n'ont jamais atterri sur Windows Messenger, ce dernier gardant uniquement l'essentiel : la base même du logiciel.
Il y a également la disparition des compléments Messenger, des outils séparés qui permettaient à Windows Messenger d'intégrer quelques fonctions de MSN Messenger comme la compatibilité avec Hotmail par exemple. Si vous essayez d'aller dans le site web pour télécharger les compléments Messenger, il y aura un message vous recommandant de télécharger MSN Messenger si on veut profiter des fonctions Hotmail.
Enfin, pour finir, il y a également l'apparition de la compatibilité avec Microsoft Outlook et le Service de communication SIP qui remplacent celle avec Hotmail depuis la version 5.0, toutefois utile pour ceux qui ont des adresses de messagerie POP3 plutôt que des adresses Hotmail ou Windows Live Mail dans leur Microsoft Passport.
Si MSN Messenger est remplacé par Windows Live Messenger, ce n'est pas le cas de Windows Messenger, qui semble figé dans sa version 5.1, mais qui, contrairement à Windows Live Messenger, est compatible avec Microsoft Exchange et les Services de communication SIP.